# 우도촌 (돗토리현)
우도촌(宇戸村)은 돗토리현 야즈군에 설치되었던 촌이다. 1896년 3월 31일까지 야카미군에 속해있었다.

## 역사
- 1889년 10월 1일 - 정촌제 시행에 의해 야카미군 우도촌이 성립하였다.
- 1896년 4월 1일 - 야카미군, 핫토군, 지즈군이 합병해 야즈군이 성립하여, 야즈군 우도촌이 되었다
- 1917년 10월 1일 - 사누키촌과 합병해 새로운 사누키촌이 성립하여, 동일 우도촌은 폐지되었다.